# Miconia paradoxa
Miconia paradoxa är en tvåhjärtbladig växtart som först beskrevs av Carl Friedrich Philipp von Martius och Dc., och fick sitt nu gällande namn av José Jéronimo Triana. Miconia paradoxa ingår i släktet Miconia och familjen Melastomataceae. Inga underarter finns listade i Catalogue of Life.